# U 177
U 177 war ein deutsches U-Boot vom Typ IX D2, welches im Zweiten Weltkrieg von der Kriegsmarine eingesetzt wurde. Es lief am 1. Oktober 1941 vom Stapel und wurde am 14. März 1942 in Dienst gestellt. Da das U-Boot ein Langstreckenboot war, wurde es ab Frühjahr 1943 um Afrika herum eingesetzt. Kommandiert wurde U 177 zu dieser Zeit, von Korvettenkapitän Gysae. Auf einer Feindfahrt im Indischen Ozean, zwischen April und Oktober 1943, war auch ein Team der Wochenschau an Bord, um einen Bericht zu drehen, welcher als „Deutsche Wochenschau 697, am 12. Januar 1944“ ausgestrahlt wurde.
U 177 unternahm insgesamt drei Feindfahrten, auf denen 14 Schiffe mit 87.388 Bruttoregistertonnen versenkt wurden.
Das Boot war am 6. Februar 1944 im Südatlantik, westlich von Ascension unterwegs 10° 35′ 0″ S, 23° 15′ 0″ W, als es von einer B-24 Liberator des Geschwaders VB-107 (Pilot Leutnant C.I. Pinnell) der United States Navy überrascht wurde. Den folgenden Luftangriff überlebte nur die Brückenbesatzung, zwei Offiziere, zehn Unteroffiziere und zwei Mannschaften. Die Überlebenden wurden von dem US-amerikanischen Kreuzer Omaha aufgenommen. Der Kommandant und 35 weitere Besatzungsmitglieder wurden getötet.